# Elecciones presidenciales de Ucrania de 1999
Se celebraron elecciones presidenciales en Ucrania el 31 de octubre de 1999, con una segunda vuelta el 14 de noviembre. El resultado fue la victoria de Leonid Kuchma, quien derrotó a Petro Symonenko en la segunda vuelta.

## Sistema electoral
En el momento de la elección, la población de Ucrania era de 50.105.600, de los cuales 34.017.400 habitaban en zonas urbanas. La mayoría de los distritos figuran al Óblast de Donetsk (23) como la zona más poblada, los distritos electorales más pequeños entre provincias estaban en el Óblast de Chernivtsi. Kiev tenía 12 distritos electorales y Sebastopol dos.
También hubo un distrito especial fuera del país, disponible para los votantes que en el momento de las elecciones no estaban disponibles para votar en Ucrania.
Hubo 13 candidatos registrados en la Comisión Electoral Central de Ucrania a las elecciones presidenciales. Desde el verano de 1999 se produjo una fuerte competencia entre los candidatos. Los cuatro candidatos Yevhen Marchuk , Oleksandr Moroz , Volodymyr Oliynyk (alcalde de Cherkasy), y Oleksandr Tkachenko (representante de la Rada Suprema) se reunieron en Kaniv y llameron a todos los candidatos a las elecciones justas y honestas. El "Cuarteto de Kaniv" tenía intenciones de presentar un único candidato que tendría más posibilidades de éxito. No obstante, no lo hizo y nadie más se unió a ellos tampoco. Volodymyr Oliynyk fue apoyado por los residentes de la ciudad de Kirovohrad, pero el 27 de octubre se retiró su candidatura a favor de Yevhen Marchuk, mientras que Oleksandr Tkachenko favoreció a Petro Symonenko (líder del Partido Comunista de Ucrania).
A pesar de que Kuchma se presentó como candidato independiente, fue apoyado por el bloque parlamentario "Nuestra Elección - Leonid Kuchma".

## Resultados

### General
| Candidato                          | Partido                                      | Primera vuelta | Primera vuelta | Segunda vuelta | Segunda vuelta |
| Candidato                          | Partido                                      | Votos          | %              | Votos          | %              |
| ---------------------------------- | -------------------------------------------- | -------------- | -------------- | -------------- | -------------- |
| Leonid Kuchma                      | Independiente                                | 9.598.672      | 38.0           | 15,870,722     | 57.7           |
| Petro Symonenko                    | Partido Comunista de Ucrania                 | 5,849,077      | 23.1           | 10,665,420     | 38.8           |
| Oleksandr Moroz                    | Partido Socialista de Ucrania                | 2,969,896      | 11.8           |                |                |
| Nataliya Vitrenko                  | Partido Socialista Progresista de Ucrania    | 2,886,972      | 11.4           |                |                |
| Yevhen Marchuk                     | Unión Socialdemócrata                        | 2,138,356      | 8.5            |                |                |
| Yuriy Kostenko                     | Partido de las Personas de Ucrania           | 570,623        | 2.3            |                |                |
| Hennadiy Udovenko                  | El Movimiento-Reformas y Orden               | 319,778        | 1.3            |                |                |
| Vasyl Onopenko                     | Partido Socialdemócrata de Ucrania           | 124,040        | 0.5            |                |                |
| Oleksandr Rzhavskyy                | Una Familia                                  | 95,515         | 0.4            |                |                |
| Yuriy Karmazin                     | Partido de los Defensores de la Madre Patria | 90,793         | 0.4            |                |                |
| Vitaliy Kononov                    | Partido de los Verdes de Ucrania             | 76,832         | 0.3            |                |                |
| Oleksandr Bazyliuk                 | Partido Eslávico                             | 36,012         | 0.1            |                |                |
| Mykola Haber                       | Partido Patriótico de Ucrania                | 31,829         | 0.1            |                |                |
| En contra de todos                 | En contra de todos                           | 477,019        | 1.9            | 970,181        | 3.5            |
| Votos blancos/nulos                | Votos blancos/nulos                          | 1,038,749      | –              | 706,161        | –              |
| Total                              | Total                                        | 26,305,198     | 100            | 28,212,484     | 100            |
| Votantes registrados/participación | Votantes registrados/participación           | 37,498,630     | 70.1           | 37,680,581     | 74.9           |
| Fuente: Nohlen & Stöver            |                                              |                |                |                |                |

### Por región

#### Primera vuelta
En la primera vuelta, en la mayoría de las provincias y el distrito fuera del país, las elecciones fueron ganadas por Leonid Kuchma. En siete provincias el principal candidato fue Petro Symonenko, principalmente en el centro y el sur. Oleksandr Moroz logró convertirse en el líder en los más orientados al agrarismo Óblasts de Poltava y Vínnitsa. Nataliya Vitrenko tocó la cima de la lista de candidatos en el óblast de Sumy.
| Región          | Kuchma | Simonenko | Moroz | Vitrenko | Marchuk | Resultado nacional | Resultado nacional |
| --------------- | ------ | --------- | ----- | -------- | ------- | ------------------ | ------------------ |
| Crimea          | 34.4   | 37.5      | 2.4   | 9.1      | 6.3     | Leonid Kuchma      |                    |
| Vínnitsa        | 17.1   | 19.3      | 33.8  | 9.3      | 9.4     | Leonid Kuchma      |                    |
| Volinia         | 51.4   | 5.2       | 4.2   | 11.4     | 14.2    | Leonid Kuchma      |                    |
| Dnipropetrovsk  | 39.1   | 28.9      | 10.0  | 9.8      | 2.1     | Leonid Kuchma      |                    |
| Donetsk         | 32.0   | 39.4      | 6.3   | 11.5     | 2.0     | Leonid Kuchma      |                    |
| Zhitómir        | 30.9   | 21.9      | 19.2  | 10.6     | 4.3     | Leonid Kuchma      |                    |
| Zakarpatia      | 54.7   | 3.3       | 8.3   | 4.6      | 16.7    | Leonid Kuchma      |                    |
| Zaporiyia       | 30.7   | 30.8      | 9.3   | 15.1     | 4.6     | Leonid Kuchma      |                    |
| Ivano-Frankivsk | 70.4   | 1.5       | 2.7   | 3.5      | 10.7    | Leonid Kuchma      |                    |
| Kiev            | 36.5   | 9.1       | 21.3  | 14.1     | 7.6     | Leonid Kuchma      |                    |
| Kirovogrado     | 23.0   | 28.0      | 20.6  | 11.9     | 7.6     | Leonid Kuchma      |                    |
| Lugansk         | 28.6   | 47.2      | 5.8   | 8.4      | 1.9     | Leonid Kuchma      |                    |
| Lviv            | 64.1   | 2.4       | 2.7   | 2.6      | 18.5    | Leonid Kuchma      |                    |
| Mykolaiv        | 33.7   | 31.3      | 7.9   | 12.7     | 5.2     | Leonid Kuchma      |                    |
| Odesa           | 36.9   | 9.1       | 21.3  | 14.1     | 7.6     | Petró Simonenko    |                    |
| Poltava         | 19.6   | 21.8      | 26.2  | 14.1     | 5.4     | Petró Simonenko    |                    |
| Rivne           | 45.8   | 4.9       | 7.6   | 8.2      | 12.3    | Petró Simonenko    |                    |
| Sumy            | 26.7   | 19.1      | 10.9  | 29.6     | 14.6    | Petró Simonenko    |                    |
| Ternópol        | 69.4   | 1.4       | 2.1   | 2.9      | 4.6     | Petró Simonenko    |                    |
| Járkov          | 28.1   | 32.9      | 8.0   | 10.4     | 11.0    | Petró Simonenko    |                    |
| Jerson          | 30.2   | 35.1      | 8.0   | 10.4     | 11.0    | Petró Simonenko    |                    |
| Jmelnitski      | 30.3   | 14.4      | 15.1  | 14.6     | 14.1    | Petró Simonenko    |                    |
| Cherkasy        | 20.6   | 19.0      | 20.3  | 14.6     | 14.4    | Petró Simonenko    |                    |
| Chernivtsi      | 51.0   | 8.4       | 6.8   | 11.7     | 11.1    | Petró Simonenko    |                    |
| Chernígov       | 26.0   | 22.6      | 16.1  | 16.2     | 9.1     | Petró Simonenko    |                    |
| Ciudad de Kiev  | '38.9  | 7.5       | 15.3  | 11.6     | 12.1    | Petró Simonenko    |                    |
| Sebastopol      | 34.5   | 34.3      | 2.9   | 13.0     | 5.4     | Petró Simonenko    |                    |
| Ucrania         | 36.5   | 22.2      | 11.3  | 11.0     | 8.1     | Petró Simonenko    |                    |

#### Segunda vuelta
| Región          | Kuchma | Simonenko | Contra ambos | Resultado nacional | Resultado nacional |
| --------------- | ------ | --------- | ------------ | ------------------ | ------------------ |
| Crimea          | 44.0   | 51.2      | 4.8          | Leonid Kuchma      |                    |
| Vínnitsa        | 33.9   | 59.2      | 6.9          | Leonid Kuchma      |                    |
| Volinia         | 75.4   | 19.2      | 5.4          | Leonid Kuchma      |                    |
| Dnipropetrovsk  | 56.4   | 38.1      | 5.5          | Leonid Kuchma      |                    |
| Donetsk         | 53.0   | 41.2      | 5.8          | Leonid Kuchma      |                    |
| Zhitómir        | 48.1   | 45.9      | 6.0          | Leonid Kuchma      |                    |
| Zakarpatia      | 84.6   | 9.7       | 5.7          | Leonid Kuchma      |                    |
| Zaporiyia       | 44.8   | 49.7      | 5.5          | Leonid Kuchma      |                    |
| Ivano-Frankivsk | 92.3   | 4.5       | 3.2          | Leonid Kuchma      |                    |
| Kiev            | 58.5   | 34.3      | 7.2          | Leonid Kuchma      |                    |
| Kirovogrado     | 40.9   | 52.6      | 6.5          | Leonid Kuchma      |                    |
| Lugansk         | 40.7   | 53.9      | 5.4          | Leonid Kuchma      |                    |
| Lviv            | 91.6   | 5.2       | 3.2          | Leonid Kuchma      |                    |
| Mykolaiv        | 45.9   | 49.2      | 4.9          | Leonid Kuchma      |                    |
| Odesa           | 52.8   | 40.6      | 6.6          | Petró Simonenko    |                    |
| Poltava         | 35.2   | 57.7      | 7.1          | Petró Simonenko    |                    |
| Rivne           | 76.5   | 17.2      | 6.3          | Petró Simonenko    |                    |
| Sumy            | 48.5   | 46.5      | 5.0          | Petró Simonenko    |                    |
| Ternópol        | 92.2   | 4.8       | 3.0          | Petró Simonenko    |                    |
| Járkov          | 46.6   | 46.5      | 6.9          | Petró Simonenko    |                    |
| Jerson          | 41.9   | 52.9      | 5.2          | Petró Simonenko    |                    |
| Jmelnitski      | 51.0   | 42.0      | 7.0          | Petró Simonenko    |                    |
| Cherkasy        | 40.0   | 52.3      | 7.7          | Petró Simonenko    |                    |
| Chernivtsi      | 73.2   | 21.4      | 5.4          | Petró Simonenko    |                    |
| Chernígov       | 37.5   | 56.3      | 6.2          | Petró Simonenko    |                    |
| Ciudad de Kiev  | 64.8   | 26.1      | 9.1          | Petró Simonenko    |                    |
| Sebastopol      | 50.2   | 43.7      | 6.1          | Petró Simonenko    |                    |
| Ucrania         | 56.3   | 37.8      | 5.9          | Petró Simonenko    |                    |